# Báu vật Agra
Báu vật Agra (tiếng Nga: Сокровища Агры) là phần thứ tư trong loạt phim về những cuộc phiêu lưu của nhân vật thám tử Sherlock Holmes. Bộ phim được chuyển thể từ các tập truyện Tín hiệu bộ tứ và Vụ tai tiếng xứ Bohemia của nhà văn Arthur Conan Doyle.